# Kunzstraße (Dresden)
Die Kunzstraße im Dresdner Stadtteil Pieschen ist Teil einer  Nebenstraße zwischen der Großenhainer Straße und der ehemaligen Concordienstraße, heute Konkordienstraße.

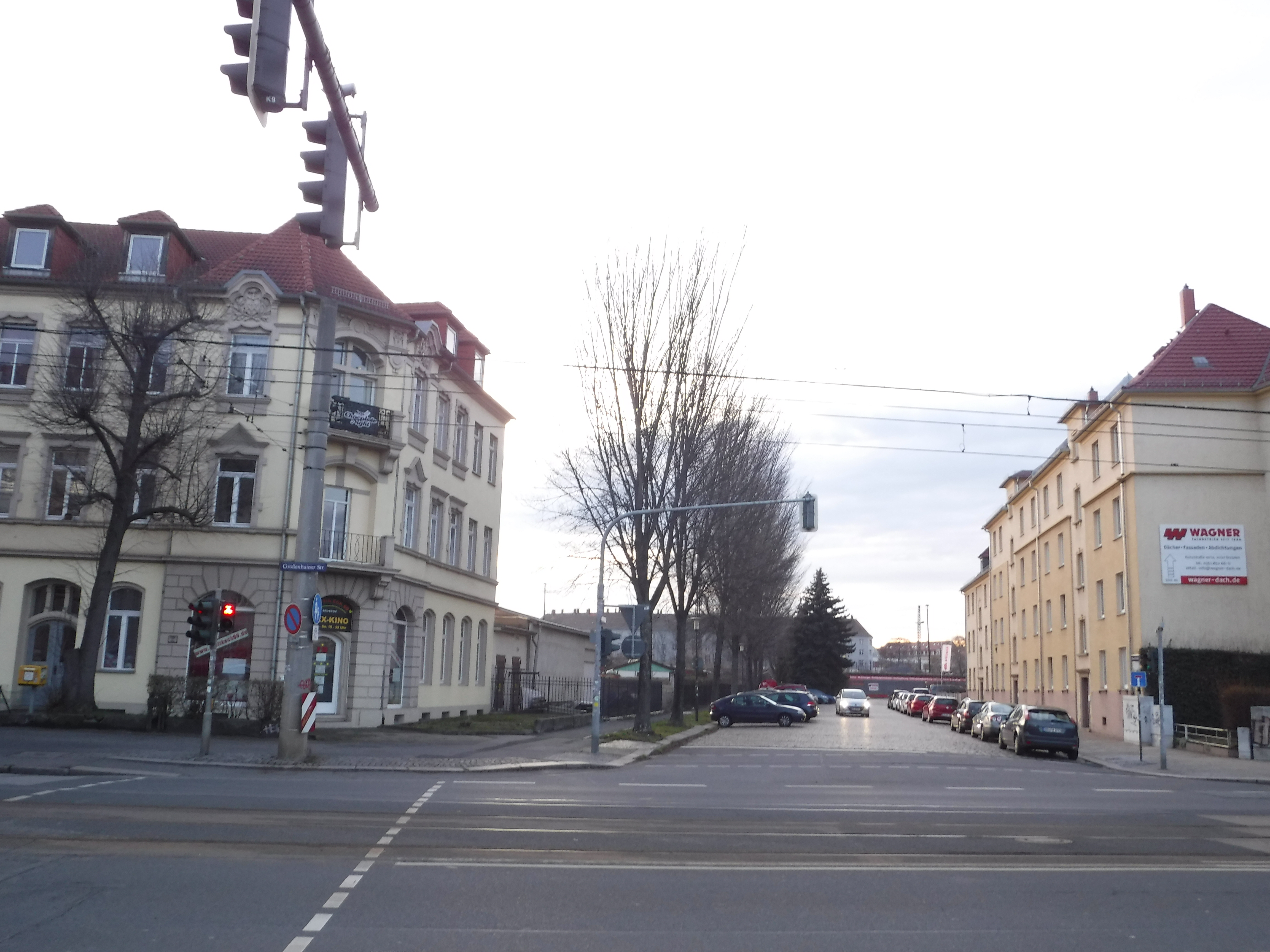
Kunzstraße

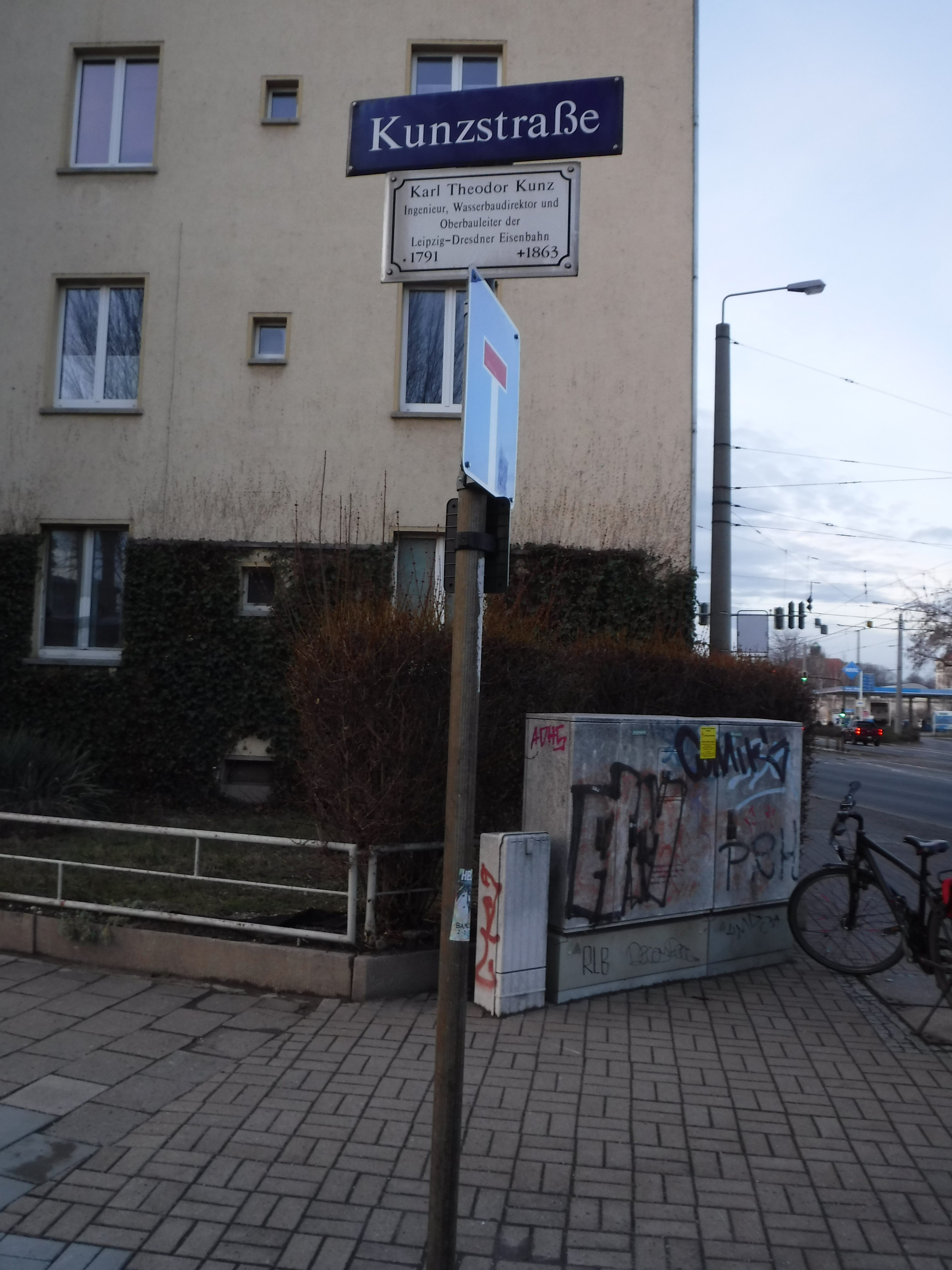
Kunzstraße

## Lage
Im Norden von Dresden befindet sich die heutige 155 Meter lange Nebenstraße Kunzstraße,  beginnend an der Einmündung von der Großenhainer Straße bis zum Bahndamm. Die Kunzstraße verläuft von Richtung Großenhainer Straße zum Bahnanlagen der ehemals Leipzig-Dresdner Eisenbahn.

## Geschichte
Etwa im Bereich der Kunzstraße und weiter über Fritz-Reuter- und Konkordienstraße verlief der Bischofsweg, eine alte Verbindung von Meißen nach Stolpen, die in diesem Abschnitt ab dem 17. Jahrhundert auch als Kommunikationsweg zwischen Neudorf und dem Scheunenhofviertel diente. Die relativ kurze Kunzstraße in der Leipziger Vorstadt verläuft seit 1875 in Verlängerung der Konkordienstraße in Richtung Großenhainer Straße. Über die Gleisanlagen der Leipzig-Dresdner Eisenbahn führte eine im gleichen Jahr fertiggestellte Konkordionbrücke. Bei der erneuten Erweiterung der Bahnanlagen wurde im Jahr 1886 die Brücke abgerissen und das verbleibende Stück der Konkordienstraße bis zur Großenhainer Straße im Jahr 1898 umbenannt in Kunzstraße, nach dem deutschen Pionier und Erbauer der Leipzig-Dresdner Eisenbahn, dem königlich-sächsischen Offizier im Majorsrang und späteren Ingenieur, Eisenbahner und Beamter der Königlich Sächsischen Staatseisenbahnen Karl Theodor Kunz  (1791–1863). In der Kunzstraße 8 befand sich bis 1945 die  Achsen- und Maschinenfabrik von H. Kunat. Heute befindet sich in der Kunzstraße 12 ein Dachdeckerbetrieb. Auf der gegenüber befindlichen Seite ist der Kleingartenverein Am Güterbahnhof Dresden-Neustadt ansässig.  Das Eckhaus an der Einmündung der Kunzstraße war einst das Restaurant Zur ehemaligen Konkordienbrücke. Um 1910 befand es sich im Besitz von Louis Herrmann, ab 1913 der Gastwirtin A. Pötzschke. Der Name des Lokals erinnert an die frühere Konkordienbrücke, welche ab dem Jahr 1875 die Großenhainer Straße mit der Konkordienstraße verband. Im Zuge der Umgestaltung der Bahnanlagen verschwand diese jedoch, so dass die Kunzstraße heute bereits nach wenigen Metern als Sackgasse am Bahndamm endet.